# Dentalium robustum
Dentalium robustum är en blötdjursart som beskrevs av Brazier 1877. Dentalium robustum ingår i släktet Dentalium och familjen Dentaliidae. Inga underarter finns listade i Catalogue of Life.